# Mount Pittard
Mount Pittard är ett berg i Antarktis. Det ligger i Östantarktis. Nya Zeeland gör anspråk på området. Toppen på Mount Pittard är 2 414 meter över havet.
Terrängen runt Mount Pittard är huvudsakligen kuperad, men åt nordost är den platt. Trakten är obefolkad. Det finns inga samhällen i närheten.